# تنسر
تَنسَر یا توسر روحانی زردشتی در اواخرِ عصرِ اشکانی و از نزدیکان و حامیان اردشیر بابکان بود. تنسر پس از قدرت‌گیری اردشیر بابکان به او پیوست و سمت هیربدانْ هیربد را — که بالاترین مقام در میان هیربدان بود — داشت. او نویسندهٔ نامهٔ تنسر به گشنسب است که اصل آن به زبان فارسی میانه بود.
نام تنسر در منابع دورهٔ اسلامی به صورت تَنْسَر آمده است، اما بنا به ویژگی‌های الفبای خط پهلوی کتابی می‌تواند به صورت‌هایی همچون توْسَر و دوْسَر نیز خوانده شود زیرا در این خط، برای دو حرف «و» و «ن» تنها یک نشانه وجود دارد، اما با کشف و سپس خوانش سنگ‌نوشتهٔ شاپور یکم بر کعبهٔ زردشت، آشکار شد که شکل صحیح این نام در دورهٔ ساسانیان و در زبان فارسی میانه، «توْسَر» بوده است. دربارهٔ ریشهٔ این نام اختلاف نظر وجود دارد.
چون از تنسر در نوشته‌های ادبی و دینی زردشتی یاد شده، ولی در هیچ‌کدام از سنگ‌نوشته‌های دورهٔ ساسانیان اثری از او دیده نمی‌شود، و از سوی دیگر، نام کرتیر تنها در سنگ‌نوشته‌های خود او و سنگ‌نوشتهٔ شاپور یکم بر کعبهٔ زردشت و در گزارش‌های مانویان آمده است و در هیچ‌کدام از نوشته‌های ادبی و دینی زردشتی به چشم نمی‌آید، برخی از پژوهشگران، تنسر و کرتیر را یکی انگاشته‌اند. با وجود این، مری بویس، تنسر و کرتیر را دو چهرهٔ تاریخی جداگانه می‌داند و با اشاره به ناهمسانی نام‌شناختی این دو، نشان داد که کرتیر و تنسر، هر دو نام‌هایی خاص‌اند. همچنین بویس یادآور شد که دورهٔ زندگانی و فعالیت‌های مذهبی تنسر و کرتیر با همدیگر یکی نیستند. همچنین همانندی در ریخت نام‌های ابرسام و تنسر در پاره‌ای منابع تاریخی این پنداشت را به وجود آورده است که شاید تنسر و ابرسام یکی باشند، اما کریستنسن با اشاره به این‌که ریخت نوشتاری این دو نام در خط پهلوی و همچنین در خط عربی و فارسی بسیار متفاوت است و از سوی دیگر طبری در یک گزارش خود ابرسام را وُزرگ‌فرمذار اردشیر بابکان خوانده است و در گزارشی دیگر او را هَرْجَنْد می‌خواند، به خوبی نادرستی این دیدگاه را نشان داده است.
به‌گزارش نامهٔ تنسر به گشنسب، این نامه را تنسر، هیربدان هیربد در دورهٔ اردشیر بابکان، در پاسخ به گشنسب، پادشاه طبرستان و پَذَشْخوارْگَرْ و گیلان و دیلمان و رویان و دماوند نوشته بود که با نگرانی به پاره‌ای از فعالیت‌های پادشاه تازهٔ ایران می‌نگریست و از فرمانبرداری او خودداری ورزیده بود و تنسر در صدد بود تا به پرسش‌ها و نگرانی‌های وی پاسخ گوید. کهن‌ترین نوشتهٔ شناخته‌شده‌ای که در آن به تنسر و فعالیت‌هایش اشاره می‌شود، متن فارسی میانهٔ دینکرد است که در سدهٔ سوم هجری به کوشش آذرفَرْنْبَغْ فَرُّخْزادان و آذرباد ایمیدان گردآوری و تدوین شده است. دینکرد این روحانی زردشتی را، «هیربد» یا «هیربدان هیربد» دورهٔ اردشیر بابکان می‌داند و او را با ویژگی‌هایی همچون «راست دستور»، «پوریوتکیش پارسا»، و «سردار مینوی و پُرگفتار و راست‌گفتارِ پارسا» می‌ستاید و گزارش می‌دهد که تنسر به اشارهٔ اردشیر بابکان متن‌های پراکندهٔ مقدس اوستایی را گردآوردی کرده است.

## نام
نام این روحانی زردشتی در بیشتر گزارش‌های دورهٔ اسلامی «تَنْسَر» آمده است، اما ریخت‌های دیگری چون «تنشر»، «بنشر»، «بیشر»، «ینشر»، «تبسر»، «بنصر» هم به چشم می‌آید. همچنین نام تنسر، در نتیجهٔ ویژگی الفباء خط پهلوی کتابی، می‌تواند به ریخت‌های گوناگونی همچون «تَنْسَر»، «توْسَر» و «دوْسَر» خوانده شود. مسعودی در کتاب مروج الذهب و معادن الجوهر، این روحانی آغاز دورهٔ ساسانیان را «تَنْسَر» و در کتاب دیگر خود، التنبیه و الاشراف، او را «دوْشَر» یا «دوْسَر» خوانده است. ابوعلی مسکویه و ابن‌اسفندیار، تنها ریخت شناخته‌شدهٔ «تَنْسَر» را آورده‌اند و ابوریحان بیرونی در تحقیق ماللهند، ریخت فارسیِ میانه و درست «توْسَر» را آورده است.
دگرگونیِ نام توْسَر به تَنْسَر، گویا در نتیجهٔ اشتباه‌خوانی خط پهلوی کتابی بوده است که در آن برای دو حرف «و» و «ن» تنها یک نشانه وجود دارد، نه اشتباه در خواندن خطّ عربی. به عقیدهٔ کریستنسن، اگر عبدالله بن مُقَفّع در ترجمهٔ متن پهلوی نامهٔ تنسر به عربی، نام تنسر را توْسَر خوانده بود، می‌بایست در ترجمهٔ فارسی ابن‌اسفندیار هم به جای تنسر، این تلفّظ دیده می‌شد و ازاین‌رو بیرونی که او را «توْسَر، هیربذان هیربذ» خوانده است، باید آن را از متن پهلوی نامهٔ تنسر یا منبع پهلوی دیگری گرفته باشد، نه از ترجمهٔ عربی ابن‌مُقَفّع. با کشف و سپس خوانش سنگ‌نوشتهٔ شاپور یکم بر کعبهٔ زردشت، آشکار شد که ریخت درست این نام در دورهٔ ساسانیان و در زبان فارسی میانه، «توْسَر» بوده است. به گزارش شاپور، یکی از هموندان دربار پدرش اردشیر بابکان، مردی به نام «مهرَگ توْسَرگان» (در متن فارسی میانه: mtrk ZY twslk’n؛ در متن پارتی: mtrk twsrkn؛ در متن یونانی: Μεερικ Τονσσεριγαν) بوده است. چون در خط پهلوی کتیبه‌ای، برای حرف «و» نشانهٔ جداگانه‌ای وجود دارد، این سنگ‌نوشته نشان می‌دهد که ریخت درست این نام، «توْسَر» بوده است. امروزه بیشتر پژوهندگان در نوشته‌های خود ریخت سُنتی تنسر را می‌آورند و چنان‌که مری بویس هم یادآور می‌شود، تغییر آن به توْسَر فایدهٔ چندانی ندارد.

### ریشه‌شناسی
نخستین ریشه‌شناسی این نام، در خود نامهٔ تنسر وجود دارد که یک ریشه‌شناسی کاملاً عامیانه و در پیوند با تلفظ نام تنسر است. ابن‌مُقَفّع در دیباچهٔ خود، از زبان بهرام خورزاد می‌گوید «او را تنسر برای آن گفتند که به جمله اعضاء او، چنان موی رسته بود، و فروگذاشته که همهٔ تن او همچون سر اسب بود». دارمستتر در کوششی برای درست نشان‌دادن این ریشه‌شناسی عامیانه، چنین استدلال آورد که واژهٔ تنسر در زبان فارسی میانه با تشدید حرف نون، یعنی به ریخت «تنّسَر» (Tannsar) تلفظ می‌شده است و آن را گرفته‌شده از ریخت *tanu.varəs به معنای «تنِ مودار» انگاشت و هم ازاین‌رو، دارمستتر در ترجمهٔ خود از متن نامهٔ تنسر، نام او را «تنّسَر» آورد. پاره‌ای از پژوهندگان با دارمستتر هم‌عقیده شدند، امّا کریستنسن این دیدگاه را نپذیرفت و آن را کوششی نافرجام برای توجیه یک ریشه‌شناسی عامیانه خواند. بک این نام را از ریخت ایرانی باستانِ *tusa-sarā(ka)kāna- می‌داند و بخش اوّل آن را از واژهٔ اوستایی tausa «دارای ران فربه»، با پسوند sara- و روی‌هم‌رفته، به‌معنای «با هم زیستن، زندگی مشترک داشتن» انگاشته است. ژینیو، آن را اسم تصغیر از نام «توس»، و از ریخت ایرانی باستان *tau-sa-ra یا *tusara می‌داند، امّا معنایی برای آن نیاورده و تنها در ترجمهٔ واژهٔ توس، برابر نام *tusāspa آن را به معنای «دارندهٔ گروهی از اسبان» دانسته است. هویسه هم آن را از ریخت‌های *tusa-sara یا *taus-ara، اسم تصغیر از taus و پسوند تصغیرساز ar می‌داند. ژینیو و هویسه، ریشهٔ توس را همچون مایرهوفر، از ریخت ودایی tuś/toś «فشردن، عجله‌کردن، ریختن، هدیه‌دادن، خشنودبودن» آورده‌اند. چون ریخت یونانی نام توس، با دو «س» آمده است، آن را از ریخت مضاعف یا حذف به قرینه، از tusa-sa-ra انگاشته‌اند.

## پیشینه

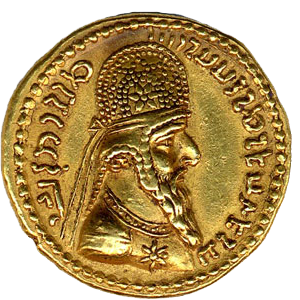
سکهٔ اردشیر بابکان

به‌گزارش نامهٔ تنسر به گشنسب، این نامه را تنسر، هیربدان هیربد در دورهٔ اردشیر بابکان، در پاسخ به گشنسب، پادشاه طبرستان و پَذَشْخوارْگَرْ و گیلان و دیلمان و رویان و دماوند نوشته بوده است که با نگرانی به پاره‌ای از فعالیت‌های پادشاه تازهٔ ایران می‌نگریست و از فرمانبرداری او خودداری ورزیده بود و تنسر در صدد بود تا به پرسش‌ها و نگرانی‌های وی پاسخ گوید.
کهن‌ترین نوشتهٔ شناخته‌شده‌ای که در آن به تنسر و فعالیت‌هایش اشاره می‌شود، متن فارسی میانهٔ دینکرد است که در سدهٔ سوم هجری به کوشش آذرفَرْنْبَغْ فَرُّخْزادان و آذرباد ایمیدان گردآوری و تدوین شده است. دینکرد این روحانی زردشتی را، «هیربد» یا «هیربدان هیربد» دورهٔ اردشیر بابکان می‌داند و او را با ویژگی‌هایی همچون «راست دستور»، «پوریوتکیش پارسا»، و «سردار مینوی و پُرگفتار و راست گفتار پارسا» می‌ستاید و گزارش می‌دهد که تنسر به اشارهٔ اردشیر بابکان متن‌های پراکندهٔ مقدس اوستایی را گردآوردی کرده است.
در دینکرد سوم آمده است که:
«آن خداوندگار اردشیر شاهنشاه، پسر بابک، برای دوباره آراستن پادشاهی ایران برآمد و این نوشته از پراکندگی به‌یک جای گرد آورد و پوریوتکیش تنسر پارسا که هیربد بود، برآمد و با تفسیر اوستا سنجید و فرمود که بایستی بر پایهٔ این تفسیر، آن را به‌هم پیوستن، و او همچنان کرد».
و در دینکرد چهارم چنین آمده است:
«آن خداوندگار اردشیر شاهنشاه، پسر بابک، با راست دَسْتْوَری (= راهنمایی) تنسر همهٔ آن آموزه‌های دینی را که پراکنده‌بود، به دربار خواست [= در دربار گرد آورد]. تنسر برآمد، آن یک فراز پذیرفت و دیگر را فروهشت [= آنهایی که راست‌تر بودند برگزید بخش‌های دیگر را کنار گذاشت] و اینگونه نیز فرمان داد که: از اکنون تنها آنهایی راست‌اند [= آن تفاسیری درست‌اند] که بر پایهٔ دین مزدایی باشند، چون اکنون هیچ کاستی در آگاهی و دانش دربارهٔ آن‌ها نیست».
در دینکرد هفتم نیز چنین آمده است:
«امّا بدان سرزمین آن نزاع باژگون، آن تگرگ باژگون و آن بدگویی باژگون بیاید و از آن سرزمین آن نزاع باژگون نابود نشود و نه آن تگرگ باژگون و نه آن بدگویی باژگون تا آنگاه که بپذیرند [= استقبال کنند] آسرون مینو سالارِ پُرگفتارِ راست‌گفتار، تنسرِ پرهیزگار را و هنگامی که بپذیرند تنسرِ مینو سالارِ پُرگفتارِ، راست‌گفتار را، باشد که اگر این سرزمین را درمان خواهند، بیابند و نه به‌گونه‌ای ناساز با دین زردشت [= شیوه‌ای که مغایر با دین زردشت باشد]».
گذشته از دینکرد، پاره‌ای گزارش‌های تاریخی دیگر هم به تنسر و فعالیت‌های او پرداخته‌اند. پیش از همه، ابوالحسن علی بن حسین مسعودی، در مُروجُ‌الذَهَب و معادن‌الجوهر، از همراهی و دوستی تنسر با اردشیر بابکان سخن گفته است و او را یکی از زُهّاد و شاهزادگان ایرانی و افلاطونی مذهب و پیرو اندیشه‌های سقراط و افلاطون خوانده است. او در کتاب دیگر خود، التنبیه و الاشراف می‌گوید که تنسر موبد اردشیر، که او را «دوسر یا دوشر» هم خوانده‌اند، مردی افلاطونی مذهب و از بازماندگان ملوک‌الطوایف بوده است که در پارس زمین‌ها و دارایی‌های پدرش به او رسیده بود. تنسر برای آگاهانیدن مردم ایران از خیزش اردشیر بابکان، نمایندگانی را به سرزمین‌های گوناگون ایران فرستاده‌بود و با کوشش‌های خود، زمینهٔ پادشاهی اردشیر و نابودی همهٔ ملوک‌الطوایف را فراهم ساخته بود. همچنین مسعودی می‌گوید تنسر نوشته‌هایی نیکو دربارهٔ سیاست‌های شاهانه و دینی داشته است که در آن‌ها به فعالیت‌های اردشیر و توجیه بدعت‌هایی که او پیش از دیگران در زمینهٔ دین و پادشاهی به وجود آورده‌بود، پرداخته بوده است. یکی از این نوشته‌ها، نامهٔ او به ماجُشْنَسْ فرمانروای کوه‌های دماوند و ری و طبرستان و دیلم و گیلان، و دیگری نامهٔ تنسر به پادشاه هند بوده است. ابوعلی احمد بن محمّد مسکویه، در تَجارُب‌الأمَمْ گزارش می‌دهد که اردشیر بابکان در سامان بخشیدن به پادشاهی ایرانیان و نابودی ملوک‌الطوایف از اندرزهای خردمندانهٔ هیربدی پارسا به نام تنسر سود می‌جسته است. ابوریحان بیرونی در کتاب تحقیقُ ماللهند، قطعه‌ای را دربارهٔ چگونگی ازدواج ابدال از نامهٔ «توسر، هربذ هرابذه» به پدشوارگرشاه که در آن به انتقادهای او از اردشیر بابکان پاسخ داده بود، آورده است. ابن‌بلخی در فارسنامه، وزیر اردشیر بابکان را مردی خردمند به نام تسار خوانده و می‌گوید که اردشیر همهٔ کارهای خود را به رأی و تدبیر او انجام می‌داده است.
این گزارش‌ها گواه‌اند که تنسر یکی از دین‌مردان زردشتی نیرومند در سال‌های آغازین پیدایش شاهنشاهی ساسانیان بوده است. در خود نامهٔ تنسر هم او می‌گوید که از پنجاه سال پیش از خیزش اردشیر بابکان، با پارسایی زندگی کرده و برای نگاهداری دین کوشیده است.

## تنسر و کرتیر

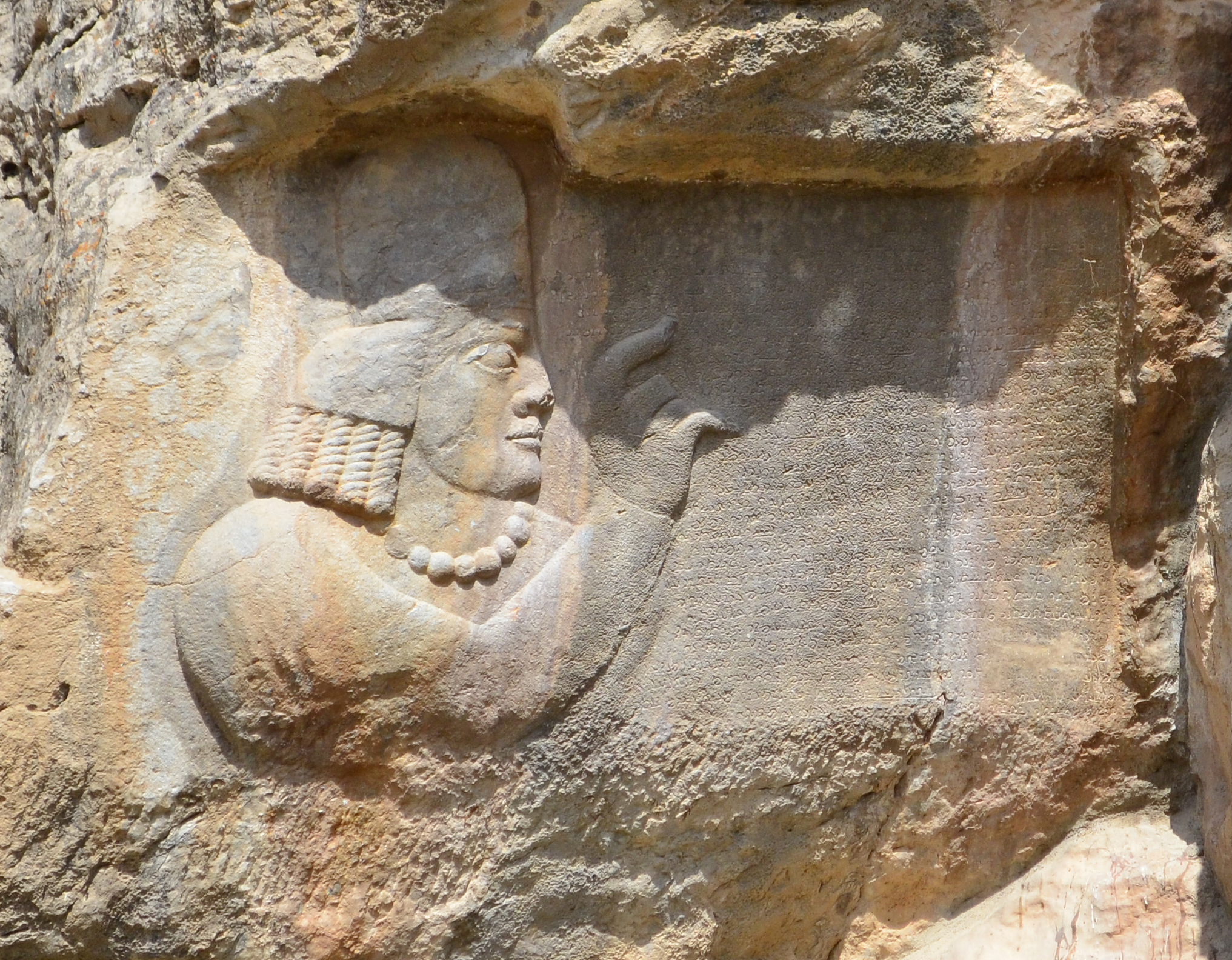
کرتیر در سنگ‌نگاره‌اش در نقش رجب

در گزارش‌های تاریخی و نوشته‌های دینی دورهٔ ساسانیان هیچگونه اشاره‌ای به نام تنسر دیده نمی‌شود و در سنگ‌نوشتهٔ شاپور یکم بر کعبهٔ زردشت هم از هیچ چهرهٔ دینی‌ای در فهرست نام درباریان اردشیر بابکان یاد نشده است. ازاین‌رو، چون نام تنسر با همهٔ بزرگی و شکوه ویژهٔ او در نوشته‌های ادبی و دینی زردشتی، در هیچ‌کدام از سنگ‌نوشته‌های دورهٔ ساسانیان دیده نمی‌شود و از سوی دیگر، نام کرتیر، موبد نیرومند سدهٔ سوم میلادی و همروزگار با آغاز دورهٔ ساسانیان، تنها در سنگ‌نوشته‌های خود او و سنگ‌نوشتهٔ شاپور یکم بر کعبهٔ زردشت و در گزارش‌های مانویان آمده است و در هیچ‌کدام از نوشته‌های ادبی و دینی زردشتی به چشم نمی‌آید، پاره‌ای از پژوهندگان، تنسر و کرتیر را یکی انگاشته‌اند.
پیش از همه، هرتسفلد بود که این دو چهرهٔ تاریخی را یکی پنداشت. اسپرنگلینگ هم که پیش از دیگران به ترجمهٔ سنگ‌نوشته‌های کرتیر پرداخت، این دو را یکی شناخت و باور داشت که آنچه در دینکرد دربارهٔ فعالیت‌های دینی تنسر آمده است، گزارش فعالیت‌های دینی موبد کرتیر است که او در سنگ‌نوشته‌های خود به آنها پرداخته است. همچنین لوکونین به سادگی تنسر را چهره‌ای افسانه‌ای و نامهٔ تنسر را هم ساخته و پرداختهٔ موبدان زردشتی در سدهٔ ششم میلادی خواند. با وجود این، مری بویس با استدلال‌هایی، تنسر و کرتیر را همچون دو چهرهٔ تاریخی جداگانه بازشناخت. او با اشاره به ناهمسانی نام‌شناختی این دو، نشان داد که کرتیر و تنسر، هر دو نام‌هایی خاص‌اند، چنان‌که در خود سنگ‌نوشتهٔ شاپور یکم بر کعبهٔ زردشت، گذشته از نام «کرتیر هیربد»، دو نام «کرتیر پسر اردوان» و «مهرگ پسر توسر» هم دیده می‌شوند که نشان‌دهندهٔ وجود نام‌های کرتیر و توسر در آغاز دورهٔ ساسانیان‌اند. همچنین بویس یادآور شد که دورهٔ زندگانی و فعالیت‌های مذهبی تنسر و کرتیر با همدیگر یکی نیستند، چون به‌گزارش منابع گوناگون تاریخی و خودِ نامهٔ تنسر، او در دورهٔ اردشیر بابکان زندگی می‌کرد و اوج فعالیت‌ها و نیرومندی او، در دورهٔ فرمانروایی اردشیر بوده است، اما از درون‌مایهٔ سنگ‌نوشته‌های کرتیر پیداست که او در دورهٔ اردشیر بابکان باید بسیار جوان بوده‌باشد و اوج نیرومندی و فعالیت‌های او در دورهٔ بهرام دوم بوده است. از سوی دیگر، بویس استدلال آورد که زمینهٔ فعالیت‌ها و دستاوردهای تنسر و کرتیر کاملاً با همدیگر ناهمخوانند. در تاریخ کیش زردشتی، نام تنسر همیشه در پیوند با کوشش‌های او در گردآوری متن‌های مقدس زردشتی و فراهم‌آوردن متن معیاری از اوستا و نگهدارای آن دیده می‌شود، اما کرتیر در سنگ‌نوشته‌های خود، هیچ اشاره‌ای به انجام چنین کارهایی از سوی خود نمی‌کند و روی‌هم‌رفته باید کرتیر و تنسر را دو چهرهٔ تاریخی جداگانه بازشناخت.

## تنسر و اَبَرسام
به‌گزارش ابن‌بلخی، اردشیر بابکان، وزیری به نام «تسار» داشت و همهٔ کارهای خود را به رأی و تدبیر او انجام می‌داده است. نیکلسون و لسترنج در تصحیح متن فارسنامهٔ ابن‌بلخی، «تسار» را ریخت تغییریافتهٔ واژهٔ «بَرسام» دانسته‌اند، که طبری در گزارش دورهٔ پادشاهی اردشیر بابکان، آن را «اَبَرسام» آورده است. در سنگ‌نوشتهٔ شاپور یکم بر کعبهٔ زردشت، نام ابرسام در فهرست اعضای دربار اردشیر بابکان، در ردهٔ پانزدهم آمده است و تنها اوست که لقب شکوهمندِ «اردشیر فرّ» (= دارندهٔ فرّ اردشیر) گرفته است. همانندی در ریخت نام‌های ابرسام و تنسر در پاره‌ای منابع تاریخی این پنداشت را به وجود آورده است که شاید تنسر و ابرسام یکی باشند، اما کریستنسن با اشاره به این‌که ریخت نوشتاری این دو نام در خط پهلوی و همچنین در خط عربی و فارسی بسیار متفاوت است و از سوی دیگر طبری در یک گزارش خود ابرسام را وُزرگ‌فرمذار اردشیر بابکان خوانده است و در گزارشی دیگر او را هَرْجَنْد می‌خواند، به خوبی نادرستی این عقیدهٔ را نشان داده است. کریستنسن می‌گوید هَرْجَنْد ریخت تغییریافتهٔ هَرْگْبَذْ یا اَرْگْبَذْ است و در منابع عربی اَرْگْبَذْ به‌گونهٔ هَرْجَنْد و هَرْجَدْ آمده است که همانندی زیادی با واژهٔ هَرْبَدْ یا همان هیربد دارد که لقب تنسر بوده است. در نتیجه، در منابع آمیختگی هَرْگْبَذْ و هیربذ به آمیختگی هَرْگْبَذْ ابرسام و هیربذ تنسر کشیده شده است. باید یادآور شد که یارشاطر و تفضلی اگرچه دربارهٔ یکی نبودن ابرسام و تنسر با کریستنسن هم‌عقیده‌اند، امّا دربارهٔ منصب ابرسام با او، و خود آن‌ها با همدیگر، همداستان نیستند. یارشاطر با اشاره به ماهیت فعالیت‌ها و وظایف ابرسام در منابع تاریخی، وی را «پرده‌دار» یا «مشاور بانفوذ» اردشیر بابکان خوانده است، و تفضلی هم او را «رئیس خواجگان دربار و محافظ حرم» می‌خواند.

## نامهٔ تنسر به گُشنسب
نامهٔ تنسر به گُشْنَسْب، یکی از نوشته‌های مجموعهٔ ادبیات فارسی میانه است که اطلاعاتی دربارهٔ سازمان اجتماعی و اداری ایران در دورهٔ ساسانیان به دست می‌دهد. متن پهلوی نامهٔ تنسر را روزبه پسر داذگُشْنَسْب (عبدلله بن مُقفّع)، در نیمهٔ نخست سدهٔ دوم هجری قمری به زبان عربی ترجمه‌کرد. او در دیباچهٔ ترجمهٔ نامهٔ تنسر می‌گوید پایهٔ ترجمهٔ او گزارش «بهرام بن خورزاد و او از پدر خویش منوچهر موبد خراسان و عُلمای پارس» بوده است. دیباچهٔ ابن‌مُقَفّع و متن نامهٔ تنسر، آشکار می‌گرداند که ابن‌مُقَفّع، یک متن پهلوی را که گردآوردهٔ بهرام پسر خورزاد بود در دستان خود داشته است و در ترجمهٔ آن به عربی، دیباچه و پاره‌ای گفتارهای تازه همچون داستانی از کلیله و دمنه را به آن افزوده و در کوشش برای زدودن رنگ و بوی زردشتی این نامه برای پذیرفته‌شدن آن در جامعهٔ اسلامی، گفتارهایی از تورات و انجیل را هم در لابه‌لای متن نامه گنجانیده است. امروزه متن پهلوی و همچنین ترجمهٔ عربی نامهٔ تنسر گم شده و شاید برای همیشه نابود شده‌اند و نزدیک به پنج سده پس از مرگ ابن‌مُقَفّع، متن ترجمهٔ عربی او به زبان فارسی ترجمه شده و اکنون به عنوان «نامهٔ تنسر به گُشْنَسْپ» شناخته می‌شود.

### سرگذشت نامه
بهاءالدین محمد بن حسن بن اسفندیار نویسندهٔ کتاب تاریخ طبرستان در سال ۶۰۶ ه‍.ق در دارالکتب مدرسهٔ شهنشاه غازی رستم بن علی بن شهریار کتابی دید به نام عُقَدِ سحر و قلائد دُرّ که ابوالحسن بن محمد یزدادی دربارهٔ تاریخ گاوبارگان طبرستان به زبان عربی نوشته بود. ابن‌اسفندیار این کتاب را به فارسی ترجمه کرد و آن را شالودهٔ تألیف خود دربارهٔ تاریخ طبرستان کرد. پس از دو ماه زندگی در ری، برای دیدار پدر به آمل در طبرستان شتافت و سپس به خوارزم رفت و پس از پنج سال روزی در «رَستهٔ صحافان» کتابی دید که یکی از رساله‌های آن ترجمهٔ عربی عبدالله بن مُقَفّع بود از متن پهلوی نامهٔ «تنسر، دانای فارس، هربذ هرابذهٔ اردشیر بابک» در پاسخ به «نوشتهٔ جُشْنَسْف شاه، شاهزادهٔ طبرستان» بود، و ابن‌اسفندیار پس از ترجمهٔ آن به زبان فارسی، متن نامه را در مقدمهٔ تاریخ طبرستان خود آورد. محتوای تاریخ طبرستان و اشاره‌هایی که ابن اسفندیار در مقدمهٔ کتاب به زندگی و مسافرت‌های خود دارد، نشان می‌دهد که او در سال ۶۱۱ یا ۶۱۲ ه‍.ق ترجمهٔ عربی نامهٔ تنسر را به دست آورده است، و دست‌کم تا سال ۶۱۳ ه‍.ق/ ۱۲۱۶م. هنوز زنده بوده و به نوشتن تاریخ طبرستان می‌پرداخته است. نمی‌دانیم که آیا او همچنان در خوارزم بوده است و در سال ۶۱۷ ه‍.ق که مغولان خوارزم را گشودند، کشته شده است یا این‌که پیشتر به مازنداران بازگشته بوده است. نیک پیداست که پاره‌ای شعرهای عربی و فارسی، آیه‌هایی از قرآن، نوشته‌هایی به زبان عربی و گفته‌ای از علی بن ابی‌طالب که در لابه‌لای متن نامهٔ تنسر در مقدمهٔ تاریخ طبرستان دیده می‌شود، همگی باید از افزوده‌های خود ابن‌اسفندیار به هنگام ترجمهٔ نامه از عربی به فارسی باشد.

### نسخه‌ها
از کتاب تاریخ طبرستان، نسخه‌های زیادی شناخته شده است، اما همهٔ این نسخه‌ها ناقص و آشفته‌اند، و به جز نسخهٔ «الف» که صحیح‌ترین و کامل‌ترین نسخهٔ شناخته‌شدهٔ تاریخ طبرستان است، هیچ‌کدام از دیگر نسخه‌ها کهن‌تر از سال هزار هجری قمری نیستند. همچنین گذشته از نسخه‌های «الف» و «ب»، دیگر نسخه‌های تاریخ طبرستان، همه از روی یک نسخهٔ ناقص و آشفته استنساخ شده‌اند.
نسخهٔ الف تاریخ طبرستان نسخه‌ای است در ۱۵۱ ورق به قطع بزرگ ۳۰×۲۲ سانتی‌متر، و در هر صفحهٔ آن ۲۵ سطر وجود دارد. نسخهٔ تاریخ رویان، نوشتهٔ مولانا اولیاءالله آملی هم ضمیمهٔ نسخهٔ «الف» بوده است، اما بعدها آن را از این نسخه جدا کرده‌اند. نسخهٔ «الف» در آغاز متعلق به آقای تقی کیانی مازندرانی (مُعتصم المُلک) از دوستان عباس اقبال بود، و بعدها این نسخه از تاریخ طبرستان که البته تاریخ رویان آملی از آن جدا شده‌بود، به دست حاجی محمد رمضانی مدیر کُلالهٔ خاور افتاد، و در سال ۱۳۲۱ ه‍.ش به کوشش عباس اقبال انتشار یافت.
نسخهٔ ب تاریخ طبرستان که ۱۵۰ ورق به قطع بزرگ ۳۳×۲۱ سانتیمتر است و در هر ورق آن ۱۹ سطر وجود دارد، روز جمعه بیستم ماه جمادی‌الثانی سال ۱۰۰۳ ه‍.ق است و پس از نسخهٔ «الف»، کهن‌ترین نسخهٔ تاریخ طبرستان است. نسخهٔ «ب»، حدّ وسط نسخهٔ «الف» و نسخه‌های معمولی تاریخ طبرستان است، چراکه همچون نسخهٔ «الف»، صحیح و کامل نیست و آشفتگی و نقص نسخه‌های معمولی هم در آن وجود ندارد. همانند نسخهٔ «الف»، تاریخ طبرستان و رویان اولیاءالله آملی هم ضمیمهٔ نسخهٔ «ب» شده است.

### تاریخگذاری نامه
دربارهٔ تاریخگذاری نامهٔ تنسر دیدگاه‌های گوناگونی وجود دارد. به عقیدهٔ دارمستتر، تاریخِ نامهٔ تنسر، به دورهٔ پادشاهی اردشیر بابکان بازمی‌گردد و آنچه در این نامه به چشم می‌آید، بازتاب‌دهندهٔ رخدادهای دورهٔ آغازین تاریخ ساسانیان است. او می‌گوید عبدالله بن مقفع به هنگام ترجمهٔ نامهٔ تنسر به عربی، پاره‌ای گفتارهای تازه همچون داستانی از کلیله و دمنه را به آن افزوده است و برای این‌که متن نامه از سوی خوانندگان مسلمان پذیرفته شود، با آوردن گفتارهایی از تورات و انجیل، از رنگ‌وبوی زردشتی این نامه فروکاسته است.
کریستنسن در گفتاری دربارهٔ نامهٔ تنسر می‌گوید: «در میان منابع اطلاع ما بر تأسیسات عهد ساسانی، یکی از آن‌ها که در درجهٔ اول اهمیت است، نامهٔ تنسر به شاه طبرستان است. معلوماتی که از این نامه به دست می‌آید، تا آنجا که ما می‌توانیم نقد کنیم و بسنجیم، بقدری قطعی است که بدون هیچ شک می‌توانیم گفت این نامه در عهد ساسانیان انشاء شده است. از طرف دیگر، از همان نخستین بار که من این نامه را خواندم، به خاطرم راه یافت که یک رسالهٔ ادبی که در عهد خسروان نگاشته شده است در دست دارم، که در آن اردشیر را مظهر و پیشوای حکمت و تدبیر سیاسی و مؤسس کلیهٔ ترتیبات و رسوم مملکتداری قرار داده‌اند؛ و به من چنین اثر بخشید که شخصی به قصد آشنا ساختن هم‌عصران خویش با مسائل تاریخی و دینی و سیاسی و اخلاقی، چنین وانمود کرده که میان تنسر هیربذان هیربذ و شاه طبرستان، که از اوضاع تازهٔ ایام اردشیر اطلاع نادرستی یافته بوده و از اطاعت به شاهنشاه امتناع داشته، مکاتبه‌ای شده، و در جوابی که از قول تنسر نوشته، آن مسائل را مورد بحث قرار داده است؛ نامهٔ مزبور بدین طریق، با تمامی ادبیات اندرزها که در دورهٔ خسروان به کمال رسیده بوده، و حاصل آنها تربیت و تعلیم مردم بوده، کاملاً وفق می‌کرده است؛ امتحان دقیق‌تری این تصور نخستین را به خوبی قوت داد و استوار کرد و به مرتبهٔ تصدیق رسانید، و حالا من گمان دارم که می‌توانم به یقین صادق حکم کنم بر این‌که نامهٔ تنسر در عهد خسرو اول انشاء و تلفیق شده است».